# Endlich Witwer – Forever Young
Endlich Witwer – Forever Young ist ein deutscher Fernsehfilm aus dem Jahr 2021. Der Film ist die Fortsetzung des Films Endlich Witwer aus dem Jahr 2018. In der Hauptrolle spielt Joachim Król erneut Witwer Georg. Der Film wurde am 6. Juli 2021 auf dem Filmfest München uraufgeführt und im Fernsehen erstmals am 11. April 2022 im Montagabendprogramm des ZDF ausgestrahlt.

## Handlung
Witwer Georg Weiser bricht mit seinem Wohnmobil auf, um damit allein nach Marokko zu fahren. Dies hatte er schon immer gewollt, ist bis jetzt aber nicht dazu gekommen. Zuvor fährt er aber erst einmal auf einen alten Bauernhof, um nach fast 40 Jahren Freunde aufzusuchen, mit denen er sich versöhnen möchte. Doch die beiden Überraschten, Petra und Jürgen, haben kein Interesse an einem Wiedersehen und fordern Georg auf, schleunigst wieder zu verschwinden. Doch beim Abfahren kommt es zu einem Kupplungsschaden, sodass Georg zumindest bis zum nächsten Tag in seinem Wohnmobil auf dem Hof bleiben darf. Hier trifft er die Automobilmanagerin Angie, die hier in der Abgeschiedenheit immer wieder ein Schweige-Retreat einlegt. Dass Petra und Jürgen nicht gut auf Georg zu sprechen sind, liegt daran, dass er die beiden damals bei einer versuchten Entführung des umweltverschmutzenden Fabrikanten Kornhalter im Stich gelassen hat. Georg tat dies, weil Jürgen etwas mit Petra anfing und so die Prinzipien des Trios verriet. 
Am nächsten Morgen kommen die Kinder Georgs, um ihm mit dem Wagen zu helfen. Ihnen wird klar, dass Georg wohl ziemlich in Petra verliebt war. Während Sohn Gerd schnell Interesse an Angie findet, interessiert sich Tochter und Umweltschützerin Susanne vielmehr für die Verschmutzungen auf dem Areal. In Gesprächen mit Sohn Gerd erzählt Georg, dass mit Petra damals einiges schiefgelaufen sei und er sich mit Brigitte, seiner späteren Frau, abgelenkt habe. Als Gerd seinem Vater erzählt, dass er mit Angie verabredet sei, redet dieser auf ihn ein, die Finger davon zu lassen, da sie ihn enttäuschen würde. Georg gelingt es, mit Petra und Jürgen wieder ins Gespräch zu kommen und mehr zu erfahren. Hofbesitzerin Petra hat Geldsorgen und sie muss den Hof verkaufen, Jürgen habe mit Ludwig Kornhalter schon etwas ausgehandelt. Die drei sprechen über die Vergangenheit und es packt sie noch einmal, Verpasstes nachzuholen. Doch ein Beschmieren des Fabrikgeländes scheitert kläglich.
Da Kornhalter sich sorgt, weil Umweltaktivisten Nachforschungen in der Nähe anstellen, unterschreibt Petra den Kaufvertrag nicht und bittet Georg, Susanne nach den Laborergebnissen der Grundwasseruntersuchungen zu fragen. Diese sind alle auffällig und zeigen, dass erhöhte Werte genau auf Petras Hof gefunden wurden. Petra und Georg entdecken Giftfässer, die hier vergraben wurden. Es wird klar, dass der herbeieilende Jürgen sich von Kornhalter bestechen ließ, um den Giftmüll auf dem Gelände illegal zu entsorgen. Petra möchte, dass Jürgen geht.
Georg hat einen Plan. Er fährt Kornhalter zu einem angeblichen Pressetermin, doch er möchte, dass dieser vor einem Fernsehteam und Petra eine Stellungnahme zu den erhöhten Laborwerten abgibt. Doch dieser dreht den Spieß um und beschuldigt Petra und Jürgen, den Giftmüll für Geld auf ihrem Hof entsorgt zu haben, Jürgen würde das bezeugen. Jürgen kommt dazu, er sagt aber zu Kornhalters Verwunderung, dass Petra keine Ahnung von all dem hatte und nur er auf Kornhalters Anweisungen hin den Giftmüll hier entsorgt habe. Wichtiger als Geld sei Jürgen aber, für etwas geradezustehen. Er werde die Konsequenzen für sich in Kauf nehmen.
In der letzten Szene sieht man Petra zu Georg ins Wohnmobil steigen.

## Produktion
Der Film wurde vom 12. November 2020 bis zum 11. Dezember 2020 in Berlin und Brandenburg gedreht.

## Soundtrack
Für den Soundtrack wurden unter anderem folgende Songs verwendet:
- The Rolling Stones (Paint It Black, Angie)
- Santana (Samba Pa Ti)
- Kansas (Dust in the Wind)
- Fleetwood Mac (Albatross)
- Cream (Sunshine of Your Love)

## Rezeption

### Kritiken
Das Lexikon des internationalen Films gibt dem Film insgesamt 3 von 5 Sternen. Zusammenfassend schreibt die Redaktion: „Tragikomödie als lose Fortsetzung des Fernsehfilms „Endlich Witwer“, in der sich der ursprünglich menschen- und lebensfeindliche Gestus der Hauptfigur weitgehend verflüchtigt hat. Durch ein gutes Gespür für eine melancholisch-nostalgische Atmosphäre und einen erneut hervorragenden Joachim Król neben adäquaten Partnern dennoch gehobene Unterhaltung.“
Rainer Tittelbach gibt dem Film in seiner Besprechung bei tittelbach.tv insgesamt 5 von 6 möglichen Sternen.
Peter Gutting kommt in seiner Besprechung bei film-rezensionen.de auf insgesamt 8 von 10 Punkten. Der Film habe im Vergleich zum Vorgänger eine ganz andere Tonlage, er sei heiterer, weg von der Trauerarbeit; es würden neue Figuren und mit diesen starke Darsteller ergänzt. Das Stammpersonal bleibe gleich, aber man müsse den ersten Film nicht unbedingt gesehen haben, da dieser Teil als eigenes Werk betrachtet werden könne. Insgesamt dominiere unterhaltsames Wohlfühlkino, für den Kritiker stehe dieser Teil dem ersten in nichts nach, sondern würde ihn sogar übertreffen.

### Einschaltquote
Bei seiner Erstausstrahlung am 11. April 2022 im ZDF sahen insgesamt 5,11 Millionen Zuschauer den Film. Dies entsprach einem Marktanteil von 18,3 %.